# Tomoki Takamine
Tomoki Takamine (高嶺 朋樹 Takamine Tomoki?), född 29 december 1997 i Hokkaido prefektur, är en japansk fotbollsspelare.
Takamine började sin karriär 2019 i Hokkaido Consadole Sapporo.